# Purnendu Mukherjee
Purnendu Mukherjee (Purnendu Ganguli, Purnendu Mukhopadhyay) bio je indijski filmski glumac koji je govorio bengalski. Purnendu je poznat po suradnji sa Satyajitom Rayem.
Najpoznatija je uloga ona Taraprasada u filmu Devi (Božica). Glumac se pojavio u filmu Guru Dakshina.

## Filmopis
| Godina | Film                | Jezik         | Redatelj     | Uloga      |
| ------ | ------------------- | ------------- | ------------ | ---------- |
| 1960.  | Devi                | bengalski     | Satyajit Ray | Taraprasad |
| 1961.  | Rabindranath Tagore | bengalski     | Satyajit Ray |            |
| 1976.  | Datta               | bengalski     | Ajoy Kar     | Naren      |
| 1989.  | Ganashatru          | bengalski     | Satyajit Ray |            |
| 1989.  | Ek Doctor Ki Maut   | hindski jezik | Tapan Sinha  |            |